# Marie Ire (reine de Hongrie)
 (mai 2023).
Pour les articles homonymes, voir Marie de Hongrie et Marie Ire.
Marie Ire d'Anjou, née en 1371 morte à Buda le 17 mai 1395, reine de Hongrie, fille de Louis Ier le Grand, roi de Hongrie et de Pologne, et d'Élisabeth de Bosnie.

## Origine
Marie est la fille aînée du roi Louis Ier de Hongrie. Fiancée en 1372 à Sigismond de Luxembourg, elle succède à son père en Hongrie et est couronnée le 17 septembre 1382, tandis que sa sœur Hedwige occupe le trône de Pologne à la demande de la noblesse locale, qui souhaite ainsi mettre fin à l'union personnelle entre les deux royaumes.

## Règne
Dans l'attente de la venue en Hongrie du fiancé de Marie, sa mère, la reine Élisabeth de Bosnie, assure la régence avec l'appui du palatin Nicolas Garai. En août 1384, un important parti de barons qui ne veut pas de Sigismond de Luxembourg comme roi se soulève. Ils font appel à Charles II de Durazzo : élevé à la cour de Hongrie, il prétend avoir été adopté par Louis Ier. Il débarque en Dalmatie en septembre 1385. Élisabeth se réconcilie avec les partisans de Sigismond, qui épouse Marie en octobre. Charles II de Durazzo occupe Buda, Sigismond s'enfuit en Bohême et Marie Ire doit renoncer au trône en décembre 1385.
Charles II de Durazzo est couronné le 31 décembre 1385 mais, le 7 février, il est capturé et blessé par les partisans de la reine mère lors d'un attentat puis assassiné en prison le 24 février suivant.
Marie retrouve son trône mais, le 25 juillet 1386, Jean Horvati, chef des partisans de Charles de Durazzo, capture la reine, sa mère et Nicolas Garai, qui est exécuté avec plusieurs membres de sa famille. En janvier 1387, le ban Jean Horváti fait étrangler la reine mère dans le château de Novigrád afin de venger la mort de son prétendant.
Le 31 mars 1387 Sigismond de Luxembourg (1368 † 1437), futur empereur germanique est élu et couronné roi de Hongrie à Székesfehérvár et il obtient la libération de Marie. En juillet 1394 Jean Horváti est fait prisonnier par Sigismond en Bosnie et Marie Ire le fait exécuter à Pécs
Marie et son époux n'ont pas d'enfant et, à sa mort le 17 mai 1395, Sigismond conserve le royaume de Hongrie.

## Source
- Pál Engel, Gyula Kristó et András Kubinyi, Histoire de la Hongrie médiévale, tome II, Des Angevins aux Habsbourgs, PUR, Rennes (2008)  (ISBN 978-2-7535-0094-5).